# Alexis de Chateauneuf
Alexis de Chateauneuf era un arquitecte i urbanista hamburguès (nascut el 18 de febrer de 1799 a la ciutat estat d'Hamburg (avui: estat federal alemany) i mort allí mateix el 31 de desembre de 1853).

## Biografia
Era un fill d'una família noble francesa que va emigrar durant la revolució francesa. Son pare era llibreter i escriptor que va morir quan Alexis era molt jove. La seva mare, Marie de Chateauneuf, del qual porta el nom, va tornar a casar-se amb l'impressor Johann August Meissner que va continuar la seva educació.

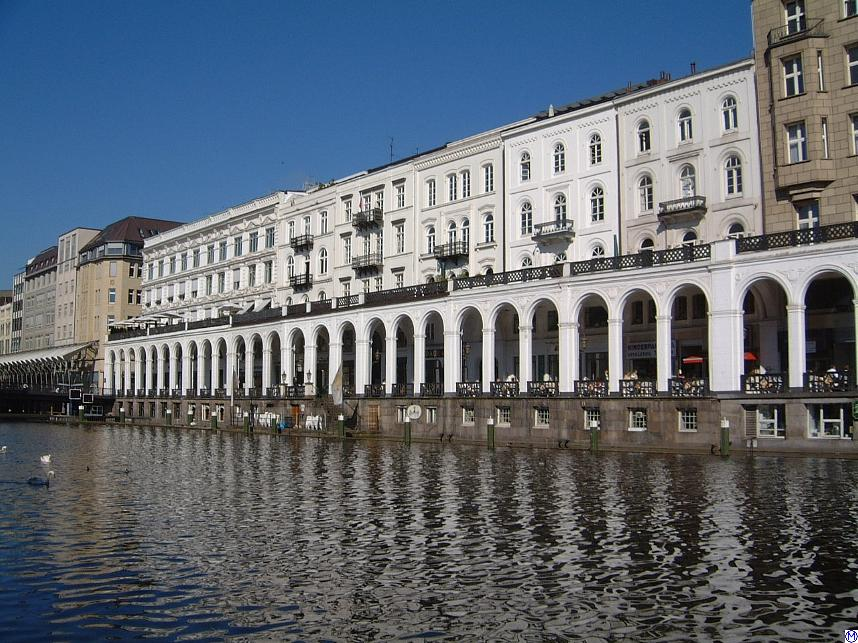
Les Arcades al marge de l'Alster

Després d'un aprenentatge de fuster va estudiar a París prop d'Achille Leclerc i després a Karlsruhe, prop de l'arquitecte Friedrich Weinbrenner. Viatges d'estudis el conduïren a Itàlia i Anglaterra. Sobretot l'arquitectura italiana va influir-lo molt, com pot observar-se encara avui al seu disseny del Correus Vell (Alte Post) i les Arcades de l'Alster (Alsterarkaden) al barri Neustadt. El 1821 va establir-se a Hamburg, on va deixar la seva empremta a la reconstrucció del barri a l'entorn de l'ajuntament (Rathaus) després del gran incendi de 1842 i junts amb William Lindley va participar en la urbanització dels barris Hamm i Hammerbrook. Junts amb l'arquitecte Wimmel va dissenyar un eixample de l'edifici de la Cambra de Comerç que no va ser executat. Va morir a Hamburg d'una malaltia mental el 1853. Va ser sebollit al cementiri d'Ohlsdorf.
Al barri d'Hamm, el carrer Chateauneufstraße li està dedicat. Del 24 de setembre al 19 de novembre 2000, el Museu d'Arts i Oficis d'Hamburg va dedicar-li una exposició.

## Obres

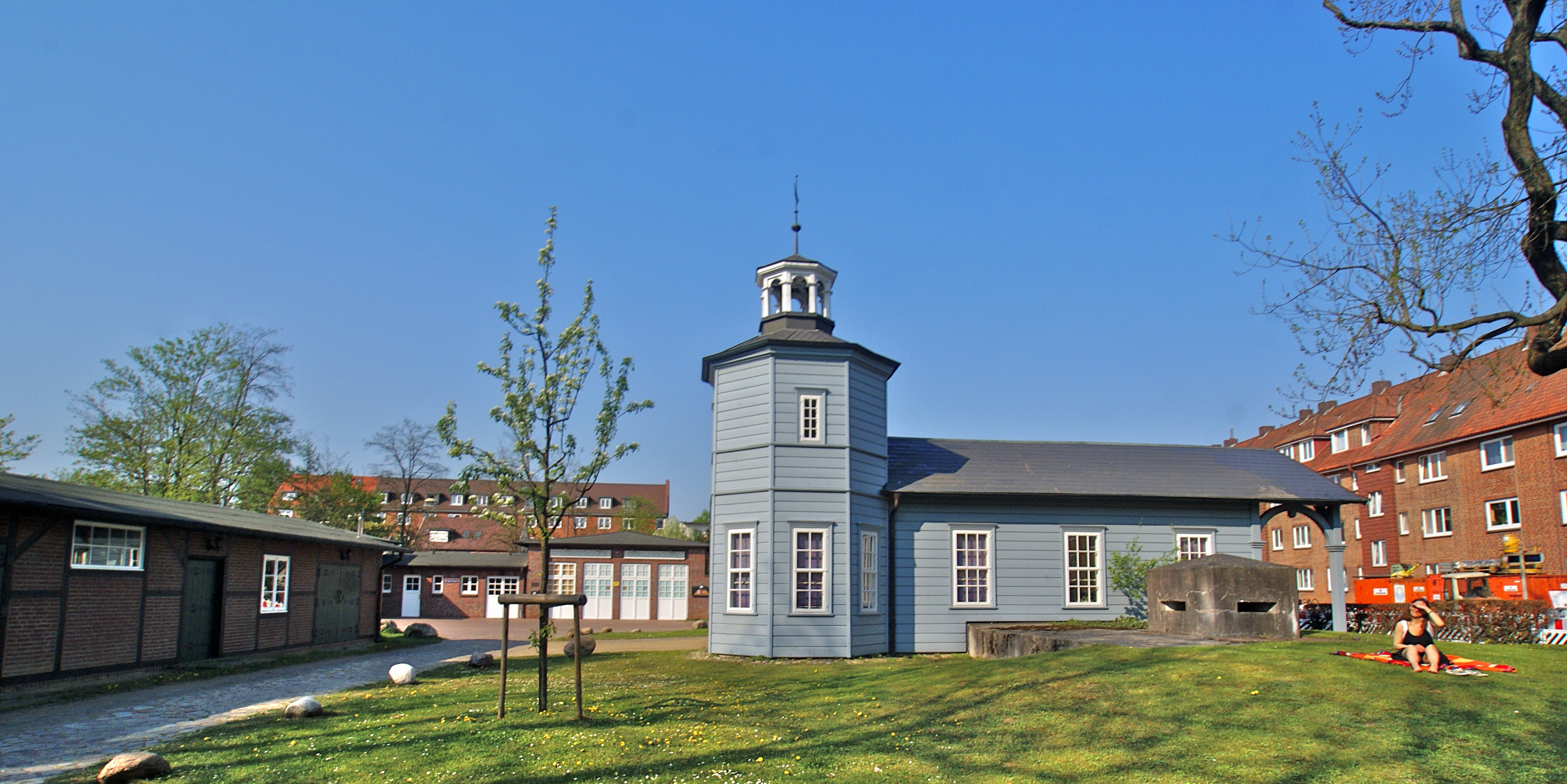
L'antiga estació de Bergedorf

S'inscrigué al corrent del romanticisme de mostrar la "veritat del material" sense cobrir-lo de pintura o d'estuc, el que pot observar-se a l'església de San Pere i el Correus Vell a Hamburg. Així va perdre la simpatia de la burgesia de la seva ciutat, aficionada de l'estuc. Aleshores va trobar encàrrecs nous a Christiania.

### Hamburg
- Antiga estació de Bergedorf
- La Fundació Amalia Sieveking
- La Torre d'aigua al barri de Rothenburgsort
- Correus Vell (Alte Post)
- Arcades de l'Alster (Alsterarkaden)
- Casa del doctor Abendroth
- Església San Pere (Petrikirche), junts amb Fersenfeldt

### Slesvig-Holstein
- La Vil·la Buchholtz o Vil·la Oppenheimer (Lübeck)
- Transformació del castell de Sierhagen (Altenkrempe)

### Noruega
- Església del Salvador a Oslo

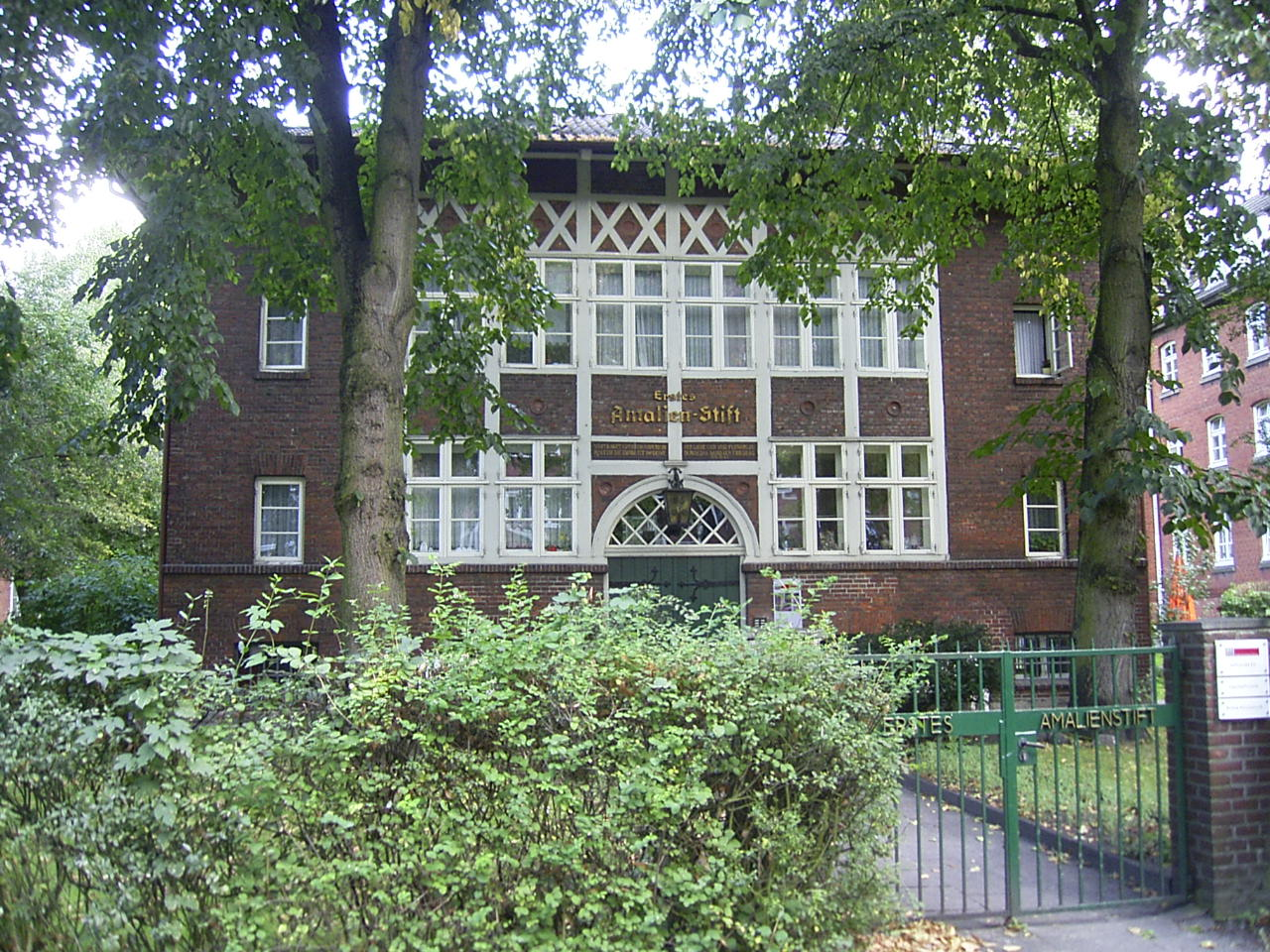
La fundació Amalia Sieveking a Sankt Georg, una reinterpretació de l'entramat de fusta tradicional
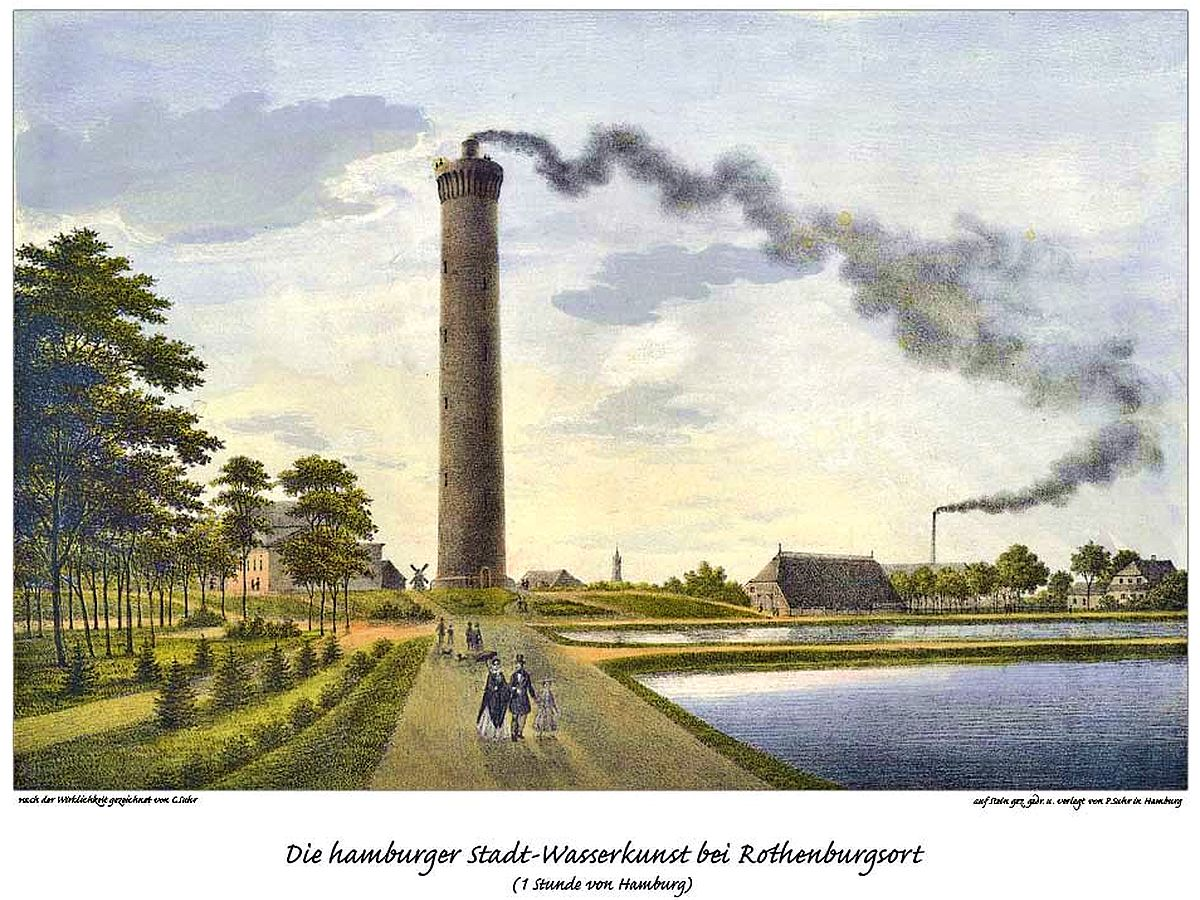
Litografia de Peter Suhr de la torre d'aigua als afores de 1848
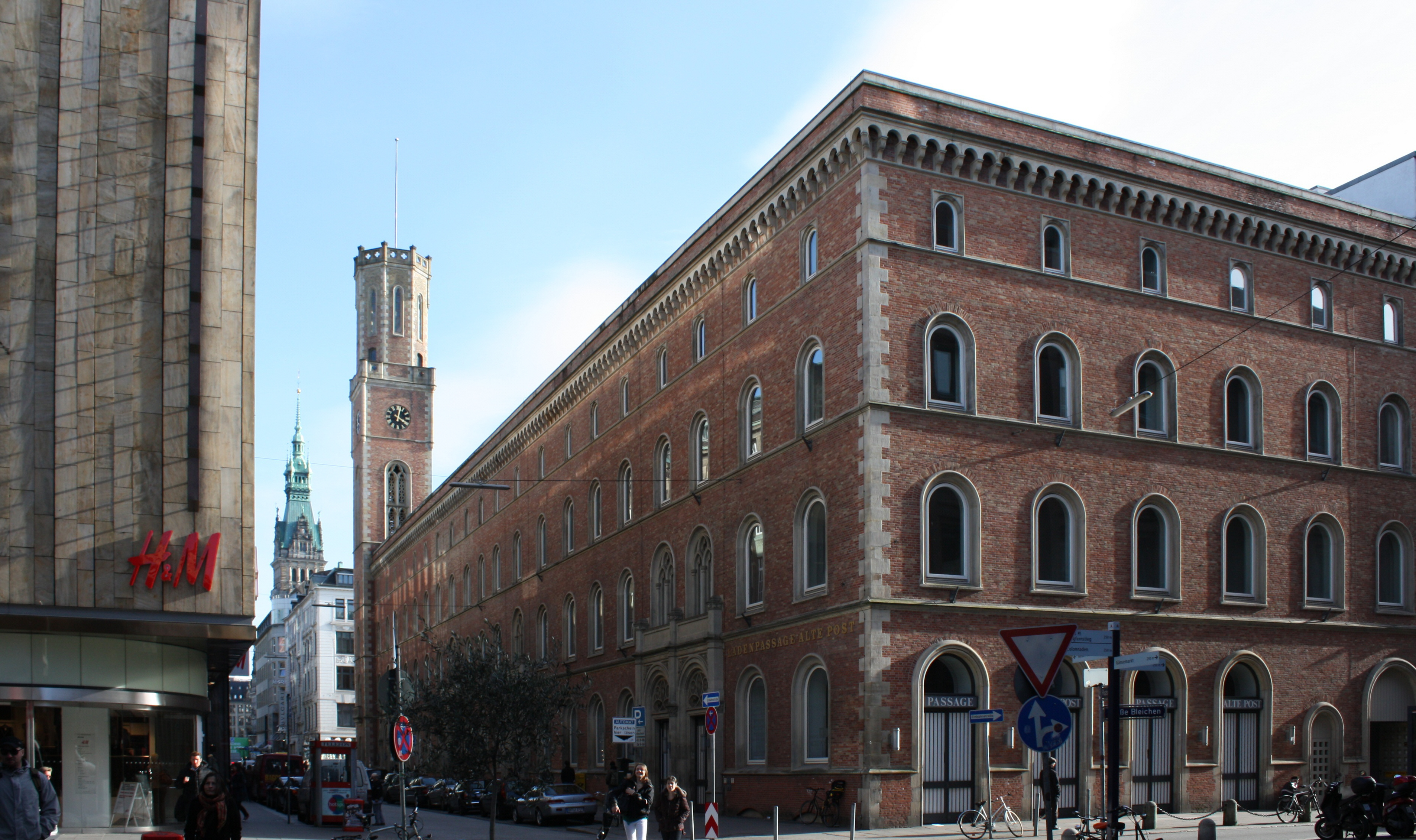
El Correus Vell
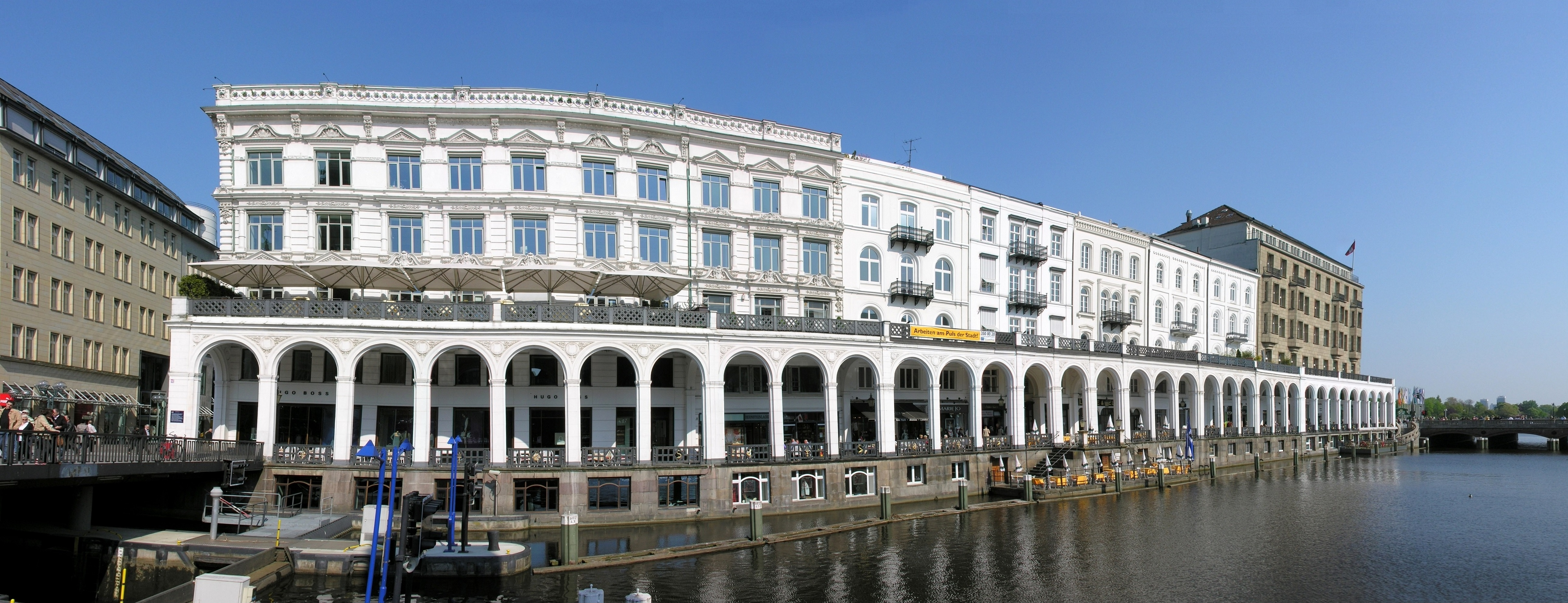
Les Arcades de l'Alster

### Publicació
- Architectura domestica, Londres, Editorial Ackermann i Cia, 1839 (publicat en alemany, llatí i anglès)